# Danuta Tyszyńska-Kownacka
Danuta Tyszyńska-Kownacka lub Danuta Tyszyńska ps. „Daleńka” (ur. 1926 w Warszawie, zm. 23 października 2021 w Warszawie) – inżynier agrotechnik, specjalistka w dziedzinie uprawy i nasiennictwa ziół, propagatorska zielarstwa i ziołolecznictwa, pisarka, harcerka. Córka rzeźbiarza Jarosława Tyszyńskiego.

## Życiorys
Urodziła się w 1926 roku w Warszawie, dokładna data urodzenia nie jest potwierdzona. Była jedynym dzieckiem Jadwigi Tyszyńskiej z domu Żórawskiej i Jarosława Tyszyńskiego. Matka Danuty Tyszyńskiej była pochodzącą z Mińska dentystką. Ojciec był pochodzącym ze Stryja (dzisiejsza Ukraina) artystą plastykiem i rzeźbiarzem oraz nauczycielem rysunku i rzeźby. Rodzice Danuty Tyszyńskiej w 1922 roku przeprowadzili się najpierw do Warszawy, a potem, po narodzinach córki, do Falenicy. Ojciec zmarł w 1930 roku. W 1934 roku Danuta Tyszyńska i jej matka powróciły do Warszawy i zamieszkały na Pradze, gdzie Jadwiga znalazła zatrudnienie jako dentystka w Dyrekcji Kolei Państwowych. Danuta Tyszyńska w tym czasie uczęszczała do Prywatnej Szkoły Powszechnej Heleny Paszke-Folakowej. A w 1939 roku została przyjęta do gimnazjum im. M. Curie-Skłodowskiej.
Podczas II wojny światowej kontynuowała naukę w szkole gospodarczej Heleny Rzeszotarskiej (na poziomie gimnazjalnym), a następnie uczyła się zawodu w szkole introligatorskiej przy ul. Brackiej. Równolegle uczestniczyła w tajnych kompletach. W czasie okupacji wstąpiła do działającej w Śródmieściu 9. Drużyny Harcerek. Nie wzięła czynnego udziału w powstaniu warszawskim.
Po zakończeniu wojny zdała maturę i studiowała w Szkole Głównej Gospodarstwa Wiejskiego w Warszawie, naukę ukończyła w 1950 roku, uzyskując tytuł zawodowy inżyniera agrotechniki. W czasie studiów ukończyła harcerski kurs instruktorski dla drużynowych. W okresie powojennym była aktywną harcerką w hufcach Śródmieście, Mokotów i w Hufcu Stare Miasto.
W 1972 roku, będąc w wieku 46 lat, wyszła za mąż za Andrzeja Kownackiego, 75 letniego wówczas kolegę z pracy, powstańca warszawskiego, byłego zastępcę dowódcy Zgrupowania AK „Chrobry II”. Zmarł on w 1980 roku.

## Działalność zawodowa
W 1951 roku rozpoczęła pracę w Zjednoczeniu Przemysłu Zielarskiego Herbapol w Warszawie. Początkowo zajmowała się nasiennictwem. W okresie późniejszym zajmowała się również zagadnieniami rozsady i uprawy ziół, zbioru surowców zielarskich ze stanu naturalnego oraz przetwarzaniem surowców zielarskich. Współpracowała z Instytutem Zielarskim w Poznaniu i Zakładem Roślin Leczniczych SGGW-AR w Warszawie, jest autorką lub współautorką publikacji i książek z zakresu uprawy i zbioru ziół, takich jak: Zioła na działce i w ogródku przydomowym, Zioła w polskim domu (współautorka). Pracę w ZPZ Herbapol zakończyła w 1982 roku, gdy przedsiębiorstwo to zostało zlikwidowane. Według niej samej zrezygnowała z pracy w Herbapolu pod naciskiem związanym z jej działalnością w „Solidarności”.
Danuta Tyszyńska-Kownacka jest autorką biografii swojego ojca pt. Okruchy pamięci. O artyście rzeźbiarzu Jarosławie Tyszyńskim oraz brała udział w przygotowaniu, wydanej pośmiertnie, książki zawierającej wspomnienia jej męża Andrzeja Kownackiego pt. Czy było warto?.